# Arpag Mekhitarian
Pour les articles homonymes, voir Mekhitarian.
Arpag Mekhitarian, né à Tanta en Égypte le 24 janvier 1911 et mort le 27 avril 2004 à Schaerbeek, est un égyptologue, papyrologue, arabisant, orientaliste et historien d'art belge, issu d'une famille de la diaspora arménienne établie en Égypte.

## Sa vie
C'est en 1925 à la mort de son père qu'il vint en Belgique avec sa mère et ses frères. Dès ses études secondaires il montra de l'intérêt pour la civilisation du Nil. Il donna ainsi en avril 1929, encore jeune élève du secondaire, une conférence sur la fabrication du papyrus lors d'une séance de la « Société Belge d’Études Orientales », encouragé par l'égyptologue et futur professeur à l'ULB Maurice Stracmans (1896−1991) qu'il avait rencontré à la toute nouvelle Fondation égyptologique Reine Élisabeth, et qui l'avait encouragé à étudier les hiéroglyphes. C'est alors que Jean Capart, directeur de la Fondation égyptologique Reine Élisabeth, le remarqua. Ses connaissances en langues orientales le firent rapidement rendre précieux auprès du Musée du Cinquantenaire, il y devint ainsi un très utile collaborateur de la section égyptologique de Jean Capart, pour lequel il commença par entreprendre des travaux de catalogage et de lexicographie égyptienne, souvent ardus, tout en entreprenant des études de philologie classique à l'Université libre de Bruxelles et d'histoire de l'art à l'université de Liège.
Il devint dans le sillage de Jean Capart la figure majeure de la Fondation égyptologique Reine Élisabeth dont il devint le secrétaire général.
En 1930, à dix-neuf ans, il participa à Bruxelles à la « semaine égyptologique » où la section de papyrologie tint son premier congrès international. Chargé du secrétariat et des aspects pratique de cette réunion, il y fit la connaissance d'éminents représentants de cette science. Il devint ainsi à son décès le dernier à avoir vécu le premier congrès international de papyrologie.
Il obtint la chaire de langue arabe à l'ULB.
Il dirigea également la section des arts de l'Islam aux musées royaux d'art et d'histoire.

## Œuvres
- Arpag Mekhitarian, La peinture égyptienne, 1954.
- Arpag Mekhitarian, Introduction à l'Égypte, 1956
- Arpag Mekhitarian, Les arts de l'Islam, 1977.
- Arpag Mekhitarian, M. Kunnen, R. Wulleman, Passage vers l'éternité, 1989.
- Arpag Mekhitarian, La misère des tombes thébaines, 1994.